# Lago Tort de Peguera
El lago Tort de Peguera (en catalán estany Tort de Peguera) es un lago glaciar que se encuentra en la cabecera del valle de Peguera, en la vertiente sur del Pirineo. Se sitúa a 2113 metros de altitud, su superficie es de 10,4 hectáreas y tiene una capacidad de 0,76 hectómetros cúbicos. Forma parte del parque nacional de Aiguas Tortas y Lago de San Mauricio y pertenece al término municipal de Espot, en el Pallars Sobirá.
Por las orillas del lago pasa el GR-11 así como el sendero de la travesía Carros de Fuego, el cual llega al refugio Josep Maria Blanc. El refugio está ubicado en una pequeña península del lago.